# Drosophila limingi
Drosophila limingi este o specie de muște din genul Drosophila, familia Drosophilidae, descrisă de Gao și Mahito Watabe în anul 2003. Conform Catalogue of Life specia Drosophila limingi nu are subspecii cunoscute.